# Нальди, Маттео
Маттео Нальди (?-1682) — итальянский поэт, лингвист и врач XVII века, научный писатель.
Дата рождения и большинство подробностей его биографии неизвестны. Установлено, что он родился в Сиене, отличался хорошим знанием восточных языков, преподавал в Пизе и Риме, имел степень доктора медицины, был личным врачом папы Александра VII. Прожил в Риме до конца жизни.
Главные работы его авторства (писал на латинском языке): «Sapientis vitale filum,» (Сиена, 1623; в стихах на латинском языке); «Pamphilia, seu mundi universi amicitia» (Рим, 1647); «Regola per la cura del contagio» (там же, 1656); «Annotationes in aphorismos Hippocratis» (там же, 1667); «Rei medicinae prodromi, praecipuorum physiologiae problematum tractatus» (там же, 1682).